# 史玉泉
史玉泉（1919年6月18日—2022年3月17日），男，浙江余姚人（一作上海人），中国神经外科专家，中国神经外科的主要创建人之一。曾任上海医科大学神经病学研究所所长、教授、博士生导师。
1938年，考入国立上海医学院。抗日战争结束后，从重庆市民医院调至上海中山医院工作。1950年12月20日，史玉泉作为沈克非的助手，成功施行中国第一例脑瘤手术。1952年，调到上海第一医学院附属内科学院（复旦大学附属华山医院的前身），并与朱祯卿创建中国第二个神经外科。1956年7月，加入中国共产党。1989年6月退休。
2022年3月17日病逝，享年102岁。